# Aída Parada
Aída Parada Hernández (Linares, octubre de 1903-Santiago de Chile, 16 de octubre de 1983) fue una educadora y feminista chilena, una de las fundadoras del Movimiento Pro-Emancipación de las Mujeres de Chile (MEMCH) y la primera delegada chilena en la Comisión Interamericana de Mujeres (CIM) de la Organización de los Estados Americanos.

## Biografía
Aída Parada Hernández nació en Linares, Chile, en octubre de 1903, hija de Juan Parada y Margarita Hernández. Completó su educación primaria y secundaria en Linares y luego asistió a la Escuela Normal de Talca entre 1919 y 1924, obteniendo su título de enseñanza. Fundó una escuela en Linares para la educación de adultos. Después de estudiar una maestría de la Escuela Normal de Talca, impartió clases en la misma institución durante tres años. En 1930 recibió una beca para estudiar en la Universidad de Columbia en Manhattan y completó una Licenciatura en Ciencias y una Maestría en Artes antes de regresar a su hogar en Chile.
Después de la fundación de la Comisión Interamericana de Mujeres (CIM) en 1928, sus integrantes decidieron reunirse cada dos años, además de  las conferencias panamericanas programadas para fomentar la unidad y la continuidad. La primera reunión se celebró en La Habana en 1930. Las delegadas a integrar la primera reunión serían: Flora de Oliveira Lima (Brasil), Aída Parada (Chile), Lidia Fernández (Costa Rica), Elena Mederos de González (Cuba), Gloria Moya de Jiménez (República Dominicana), Irene de Peyré (Guatemala), Margarita Robles de Mendoza (México), Juanita Molina de Fromen (Nicaragua), Clara González (Panamá), Teresa Obregoso de Prevost (Perú) y Doris Stevens (EE. UU.). Como la mayor parte de los gobiernos no proporcionaron fondos para su asistencia, solo participaron las representantes de Cuba, República Dominicana, Nicaragua, Panamá y los Estados Unidos. También estuvieron allí Alicia Ricode de Herrera (Colombia), Fernand Dennis (Haití), el Salvador por poder y Cecilia Herrera de Olavarría (Venezuela).
Un grupo de mujeres, que al igual que Parada había estudiado en el extranjero, se reunió en 1935 y fundó el Movimiento Pro-Emancipación de las Mujeres de Chile (MEMCH). Entre las fundadoras estaban Elena Caffarena, Flora Heredia, Evangelina Matte, Graciela Mandujano, Aída Parada, Olga Poblete, María Ramírez, Eulogia Román, Marta Vergara y Clara Williams de Yunge. Sus objetivos eran abordar los prejuicios sociales que restringían la igualdad de las mujeres en el mercado laboral e introducir la voz femenina en la política nacional sobre asuntos relacionados con la biología, la economía, la justicia y los derechos políticos de las mujeres. Entre 1935 y 1952, fue una de las principales feministas que trabajaba con el MEMCH y representó a Chile en reuniones y conferencias internacionales.
Enseñaba en el Instituto Pedagógico (actualmente Universidad Metropolitana de Ciencias de la Educación), en la Facultad de Filosofía y Educación, cuando fue nombrada profesora del Departamento de Evaluación Técnica en la Universidad de Chile en 1947. Estuvo brevemente casada con León Chamúdez en 1948, pero se separaron alrededor de un año después. Continuó enseñando hasta su retiro en junio de 1973.
Parada murió en Santiago de Chile el 16 de octubre de 1983.